# Luchtkoker
Een luchtkoker is een ronde of een vierkantige pijp waar lucht of verluchting door kan. Deze luchtkokers staan op gebouwen, fabrieken en op schepen. Op fabrieksdaken kunnen deze luchtkokers van aluminium vervaardigd zijn.
Luchtkokers staan meestal op daken of lopen langs een gevel van een fabriek, werkplaats of atelier. Deze kokers kunnen ook andere onwelriekende stoffen en gassen, via deze pijpen laten weglopen naar de vrije lucht. Ook meestal met behulp van een ventilatiesysteem.
Op de scheepvaart algemeen: binnenvaart, zeevaart en marineschepen, staan op de dekken en opbouwen, eveneens luchtkokers om onderdeks de 'slechte' lucht te laten ontsnappen. Tijdens het varen stroomt er zodoende, meer verse lucht naar binnen.
Op de vroegere zeilvaart/stoomvaart werden voor het eerst ronde luchtkokers gebruikt - die konden wel van hoogte verschillen - met een ovale opening bovenaan, die rondboog naar lichtschuin-voorover-verticale stand. 
Deze luchtkokers hadden aan de buitenkant, een lichtblauwe, grijs, of zwarte kleuren, naargelang de kleuren van het schip, maar de binnenkant was bijna altijd rood of soms ook knalgeel of oranje geschilderd.
Dit was om aan te duiden, dat er niets mocht ingegooid worden van zware materialen, dit om verwondingen te vermijden aan personen, die onderdeks, juist onder zo'n verluchtingspijp liepen. Meestal was er aan het kajuitplafond een metalen vanggrating, om toch nog een onvoorzichtige ingooi op te vangen.
Luchtkokers staan ook opgesteld op de machinekamerruimten, om lucht voor de motoren aan te zuigen.
Op sommige superluxe jachten staan er soms koperen luchtkokertjes opgesteld, eerder als pronkzucht, maar toch nuttig voor verluchting.
De moderne luchtkokers op schepen en de huidige buildings o.a. lijken op grote platte paddenstoelen. Deze overkappen zodanig dat er onmogelijk regen of buiswater in terecht kan komen. Deze paddenstoelvormige luchtkokers kunnen wel één meter tot anderhalve meter doorsnee hebben.